# Nikolaus III. (Werle)
Nikolaus III., Herr zu Werle[-Güstrow], genannt Staveleke (* nach 1311 und vor 1333 oder 1337; † zw. 10. August 1360 und 1. August 1361) war von 1337 bis 1360 Herr zu Werle-Güstrow.
Er war der älteste Sohn von Johann II. von Werle-Güstrow und Mechthild.
Nach dem Tod des Vaters 1337 regierte er erst allein und ab 1339 bis 1347 zusammen mit seinem Bruder Bernhard. Nach 1347 übernahm sein Bruder die Herrschaft Werle-Waren und er behielt den Teil Werle-Güstrow. Am 10. August 1360 wird er letztmals urkundlich erwähnt und ist wahrscheinlich kurze Zeit darauf gestorben.

## Ehen und Nachkommen
Nikolaus heiratete am 6. Januar 1338 Agnes von Mecklenburg (* nach 1320; † vor 1341), Tochter Heinrichs II. Mit ihr hatte er zwei Kinder:
- Lorenz von Werle[-Güstrow]
- Johann V. von Werle[-Güstrow]

Nach 1341 heiratete er Mechthild, eine Tochter von Johann III. (Holstein-Kiel). Mit ihr hatte er ein Kind:
- Katharine von Werle-Güstrow († 17. Dezember 1402), ⚭ wahrscheinlich 1366 mit Albrecht V. von Sachsen-Lauenburg